# Деннис-мучитель (комикс)
«Деннис-мучитель» (англ. Dennis the Menace) — американский газетный комикс, созданный 12 марта 1951 года художником Хэнком Кечэмом и сразу же начавший выходить в 16 газетах, а также имя его главного героя. После смерти Кетчума новые истории комикса создаются его бывшими помощниками Маркусом Хэмильтоном и Роном Фердинандом.
Главным героем комикса является маленький светловолосый ребёнок Деннис Митчелл, любящий озорничать; в комиксе 2014 года было указано, что его возраст составляет 6 лет. В первых историях персонаж Денниса был выведен как дерзкий и злой ребёнок, намеренно стремящийся навредить людям, но с годами его образ стал существенно «мягче», а сами творимые им «проделки» — значительно безобиднее. Мишенью шуток Денниса чаще всего является пожилой мужчина Джордж Уилсон, живущий по соседству с семьёй Митчеллов.
Ныне комикс про Денниса печатается 1000 газет в 48 странах и переведён на 19 языков. В 1953 году автор получил за него Рубеновскую премию. На основе историй о Дэннисе были созданы фильмы, телесериалы (первый из них был снят уже в 1959 году), мультсериалы и видеоигры, он также появлялся в рекламных роликах ряда товаров.
Анимация
«Деннис-мучитель» был адаптирован в специальный анимационный фильм «Деннис-мучитель в „День матери“», который вышел в эфир в 1981 году и был спродюсирован DePatie-Freeling Enterprises и Mirisch Films.
В 1986 году DIC Entertainment выпустила ежедневный анимационный синдицированный сериал «Деннис-непоседа» с Бреннаном Тиком в роли Денниса и Филом Хартманом в роли Джорджа Уилсона и Генри Митчелла. Обе роли были переделаны Морисом Ламаршем во втором сезоне.
DLC также выпустила совершенно новый сериал «Новый Деннис-непоседа» для CBS Saturday Morning в 1993 году, в котором Адам Уайли озвучил Денниса, Грег Берсон озвучил Джорджа Уилсона, а Джун Форей озвучила Марту Уилсон.
Премьера анимационного фильма «Несносный Деннис отправляется в круиз» состоялась в рамках воскресного выпуска мультяшек Nickelodeon в 2002 году и позже была выпущена на DVD.